# 曼努埃尔·罗梅罗·鲁维奥

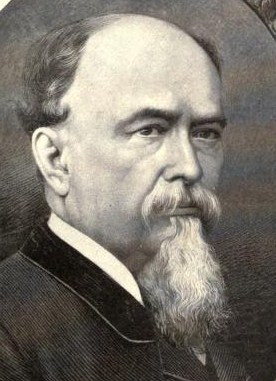
曼努埃尔·罗梅罗·卢比奥

曼努埃尔·罗梅罗·卢比奥（西班牙語：Manuel Romero Rubio，1828年3月7日—1895年10月3日），是墨西哥政治家、律师。卢比奥在波菲里奥·迪亚斯政府中长期担任内政部长，他也是迪亚斯总统的智库「科学家集团」的创始人和领导者。